# Nicola Rizzoli
Nicola Rizzoli (5. listopada 1971.) je talijanski nogometni sudac iz Mirandole.

## Životopis
Jedan je od 12 nogometnih sudaca, koji su sudili na Europskom nogometnom prvenstvu 2012. u Poljskoj i Ukrajini.
| Runda        | Datum            | Stadion                  | Momčad #1  | Rez. | Momčad #2  |   |   |
| ------------ | ---------------- | ------------------------ | ---------- | ---- | ---------- | - | - |
| Skupina D    | 11. lipnja 2012. | Donbas Arena, Donjeck    | Francuska  | 1:1  | Engleska   | 2 | 0 |
| Skupina B    | 17. lipnja 2012. | Stadion Metalist, Harkiv | Portugal   | 2:1  | Nizozemska | 3 | 0 |
| Četvrtfinale | 23. lipnja 2012. | Donbas Arena, Donjeck    | Španjolska | 2:0  | Francuska  | 3 | 0 |